# Cor Bosman (ABZ)
Cor Bosman is een Nederlands politicus.
In 1989 kwam hij voor de lokale partij Algemeen Belang Zuidwesthoek (ABZ) in de gemeenteraad van Woensdrecht. Van 1990 tot 1995 was Bosman de fractievoorzitter en daarna wethouder; eerst twee jaar parttime en vanaf 1997 fulltime en locoburgemeester. In december 2001 werd Herman Klitsie, tot dan de burgemeester van Woensdrecht, benoemd tot burgemeester van Oss. Als het wat langer duurt voor er weer een nieuwe door de Kroon benoemde burgemeester is, is het vrij gebruikelijk dat de commissaris van de Koningin een buitenstaander benoemd tot waarnemend burgemeester. In dit geval werd echter geen buitenstaander maar locoburgemeester Cor Bosman per 1 maart 2002 benoemd tot waarnemend burgemeester. Hij bleef dat tot Marcel Fränzel in augustus 2002 benoemd werd tot burgemeester van Woensdrecht.
Nadat zijn partijgenoot Adrie Damen als Woensdrechtse wethouder in september 2005 was opgestapt na een conflict over het onderwijsbeleid, kwam Bosman terug als wethouder. Omdat Bosman toen in Bergen op Zoom woonde, werd hem voor de periode van maximaal 1 jaar vrijstelling verleend om in een andere gemeente te wonen. De bedoeling was immers dat hij sowieso na de gemeenteraadsverkiezingen van maart 2006 zou opstappen.